# Пташиний вітер
Пташиний вітер (нім. ornithine vogelwind) — весняний вітер, що впливає на міграцію перелітних птахів. У Центральній Європі — це холодний північний вітер, який спостерігається наприкінці лютого, на заході України — у середині березня.

## Ресурси Інтернету
- Міграція птахів та кільцювання як метод досліджень. Західно-Українська орнітологічна станція. Архів оригіналу за 21 червня 2013. Процитовано 19 червня 2014.
- Сезонні міграції птахів на території України (мапа)
- Міграція птахів. Українське товариство охорони птахів. Архів оригіналу за 21 червня 2013. Процитовано 19 червня 2014.
- Lincoln, Frederick C., Steven R. Peterson, and John L. Zimmerman (1998). Migration of birds. U.S. Department of the Interior, U.S. Fish and Wildlife Service. Архів оригіналу за 18 травня 2008. Процитовано 19 червня 2014. (англ.)
- Migrate. Migration Interest Group: Research Applied Toward Education. Архів оригіналу за 21 червня 2013. Процитовано 28 квітня 2019. (англ.)
- The compasses of birds. The Science creative Quarterly. Архів оригіналу за 21 червня 2013. Процитовано 19 червня 2014. (англ.)
- Migratory Bird Program. The Nature Conservancy. Архів оригіналу за 21 червня 2013. Процитовано 19 червня 2014. (англ.)
- How do birds find their way?. birdingguide.com. Архів оригіналу за 21 червня 2013. Процитовано 19 червня 2014. (англ.)
- Migratory birds center. Smithsonian National Zoological Park. Архів оригіналу за 4 червня 2008. Процитовано 19 червня 2014. (англ.)
- Bird Migration and Navigation. Paul and Bernice Noll's Window on the World. Архів оригіналу за 21 червня 2013. Процитовано 19 червня 2014. (англ.)